# Ledum
Ne doit pas être confondu avec Lédon (polis).
Genre
Classification phylogénétique
Le lédon (Ledum) est un genre de plantes à fleurs de la famille des Éricacées. Ce sont de petits buissons, généralement à feuillage persistant et à feuillage aromatique. On les trouve à l'état naturel, dans les régions tempérées fraîches et les régions subarctiques de l'hémisphère nord.
Le genre Ledum a d'abord été cité dans le Species Plantarum de Linné en 1753. Depuis, certaines espèces de ce genre ont été déplacées vers le genre Rhododendron où le nom peut conserver la valeur d'une sous-section Rhododendron subsect. Ledum (L.) Kron & Judd.

## Écologie
Les lédons sont des plantes de tourbière.

## Liste des espèces
En 1994, le genre Ledum comprenait quatre espèces, dont L. glandulosum, L. groenlandicum et L. palustre. La liste suivante redirige vers les synonymes et les noms latins couramment acceptés:
- Ledum buxifolium = Leiophyllum buxifolium[1]
- Ledum decumbens = Rhododendron tomentosum[3]
- Ledum glandulosum = Rhododendron neoglandulosum
- Ledum groenlandicum = Rhododendron groenlandicum[4]
- Ledum hypoleucum = Rhododendron hypoleucum
- Ledum macrophyllum = Rhododendron tolmachevii
- Ledum palustre (Syn.: Ledum nipponicum)  — lédon des marais, plante utilisée en homéopathie
  - Ledum palustre var. diversipilosum = Rhododendron diversipilosum
- Ledum subulatum = Rhododendron subulatum

L'espèce hybride:
- Ledum columbianum = Rhododendron × columbianum (R. groenlandicum × R. neoglandulosum)